# Весёлкин, Павел Михайлович
Павел Михайлович Весёлкин (род. 8 августа 1948) — российский политический деятель. Депутат Государственной Думы второго созыва (1995—1999).

## Биография
Окончил Горьковский политехнический институт имени А. А. Жданова, инженер-механик; Всероссийский заочный финансово-экономический институт, экономист.
Перед избранием в Государственную Думу Федерального Собрания Российской Федерации второго созыва работал заместителем генерального директора АО «ГАЗ».
Депутат Государственной Думы от Автозаводского одномандатного избирательного округа N 117, Нижегородская область. Член комитета ГД по собственности, приватизации и хозяйственной деятельности.

## Награды
- Медаль ордена «За заслуги перед Отечеством» II степени (15 марта 1999 года) — за достигнутые трудовые успехи и большой вклад в укрепление дружбы и сотрудничества между народами[2]